# Jean Kaltack
Jean Kaltack, né le 19 août 1994 est un footballeur international vanuatais. Il évolue au poste d'attaquant au Tafea FC et en équipe du Vanuatu.

## En club
Après avoir commencé sa carrière avec son club formateur, le Teouma Academy, Jean Kaltack rejoint le PRK Hekari United, en Papouasie-Nouvelle-Guinée, en 2011. Après une saison, il revient au Vanuatu en s'engageant avec le Erakor Golden Star. Il retourne la saison d'après dans son ancien club, le PRK Hekari United. Après un retour au Erakor Golden Star, il rejoint le Tafea FC en 2015.

## En sélection
Jean Kaltack est appelé pour la première fois pour représenter son pays avec les U17 en avril 2009, pour le Tournoi de l'OFC. Il dispute les trois matchs de son équipe durant la compétition, tous trois perdus. Il est rappelé en 2011 pour le même tournoi. Kaltack dispute les cinq matchs du Vanuatu qui termine quatrième de la compétition. Il inscrit ses premiers buts internationaux, avec un doublé contre les Fidji et un triplé contre les Samoa américaines. Trois mois plus tard, il est sélectionné avec les moins de vingt ans pour le Championnat d'Océanie, à l'âge de 16 ans. Il joue les cinq matchs et permet à son équipe de terminer troisième de la compétition, grâce à cinq buts dont deux lors du dernier match. Il est aussi élu meilleur buteur du championnat. Ces bonnes performances lui permettent d'être appelé avec l'équipe du Vanuatu pour deux matchs amicaux en juillet 2011, à seulement 17 ans. Il fête donc ses deux premiers sélections seniors contre les Salomon à la fin du mois de juillet. Il participe aussi aux Jeux du Pacifique la même année. En cinq matchs, Kaltack marque à neuf reprises, avec notamment un triplé contre le Tuvalu.
En mars 2012, Jean Kaltack participe avec le Vanuatu olympique au Tournoi de qualification pré-olympique. Il inscrit quatre buts en cinq matchs, mais son équipe ne se qualifie pas. Trois mois plus tard, il est rappelé avec la sélection A pour les éliminatoires de la Coupe du monde 2014. Il joue un match, contre les Samoa, et sa sélection est éliminée.
Un an plus tard, en mars 2013, il est appelé pour le Championnat d'Océanie avec les moins de 20 ans. Durant les quatre matchs de la compétition, il marque à trois reprises. Plus de deux ans plus tard, à l'été 2015, il participe aux Jeux du Pacifique. Il joue quatre matchs, dont celui contre la États fédérés de Micronésie, durant lequel il marque seize buts, sur les quarante-six de son équipe.

## Palmarès
Jean Kaltack remporte le championnat de Papouasie-Nouvelle-Guinée en 2013-2014 avec le PRK Hekari United.

## Vie personnelle
Jean Kaltack est le frère de Tony Kaltack, qui a joué avec lui en sélection U17, U20 et olympique. Son cousin, Brian Kaltack, est lui aussi international vanuatais. Le père de Jean Kaltack, Ivoki Kaltack, était lui aussi footballeur international.